# Hunter × Hunter
Hunter × Hunter (japonsky ハンター×ハンタ, Hantá Hantá) je japonská manga, kterou píše a kreslí mangaka Jošihiro Togaši. Příběh pojednává o chlapci jménem Gon Freecss, jenž se snaží po vzoru svého otce získat prestižní povolání tzv. huntera (v doslovném překladu lovce).
Manga začala vycházet od 3. března 1998 v časopise Šúkan šónen Jump a i přes několik přestávek vychází dodnes. V roce 1999 se manga dočkala také zpracování v podobě stejnojmenného anime seriálu o 62 dílech v produkci studia Nippon Animation, přičemž poslední díl byl odvysílán 31. března 2001. Následovaly ještě tři série OVA, které byly postupně vydány v letech 2002 až 2004. V roce 2011 oznámilo studio Madhouse, že připravuje remake původního seriálu, jenž se začal vysílat v říjnu 2011. Poslední, 148. díl, byl odvysílán 23. září 2014. V roce 2013 uvedlo studio Madhouse do japonských kin dva filmy s vlastním příběhem, které nesou podtituly Phantom Rouge a The Last Mission.
V Česku doposud nebyla oficiálně ani vydána manga, ani odvysílána jedna ze dvou anime adaptací.

## Příběh

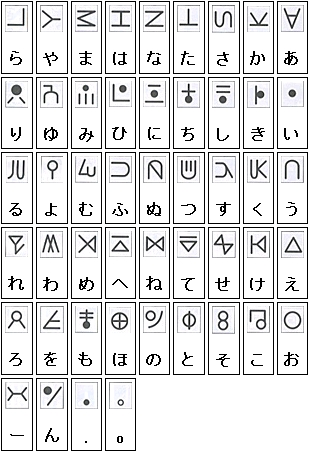
Tabulka zobrazující hunterské písmo a příslušné ekvivalenty jednotlivých slabik v hiraganě

### Hunterská zkouška
Tato část příběhu odpovídá:
- v manze svazkům 1–5 (kapitolám 1–43)[10][11]
- v anime z roku 1999 dílům 1–36[12]
- v anime z roku 2011 dílům 1–26[13][14]

Před dvanácti lety připlul Ging Freecss na Velrybí ostrov, nechal svého malého syna Gona u švagrové Mito a na dlouhá léta zmizel. Malý Gon, jemuž Mito celý život tvrdila, že jeho rodiče jsou mrtví, však po dvanácti letech potkává Gingova žáka Kitea, jenž mu prozradí, že jeho otec je ve skutečnosti naživu a stal se uznávaným hunterem. Hunter je v tamním světě společensky vysoce ceněné povolání, jeho náplní je hledání skrytých pokladů, vzácných zvířat nebo chytání zločinců. Gon se poté rozhodne, že odejde z domova, aby se taky stal hunterem. Vydává se na nebezpečnou hunterskou zkoušku, která se snaží v několika částech ověřit uchazečovy schopnosti a týmovou spolupráci a při níž jde o život. Během zkoušky se Gon spřátelí s dalšími třemi uchazeči.
Prvním z nich je Kurapika, poslední přeživší klanu Kurta, jenž se touží stát hunterem, aby mohl pomstít svůj klan a získat zpět jejich šarlatové oči, které z těl zavražděných členů klanu ukradli zlodějové z Přízračné skupiny. Druhým je Leorio, jenž se touží stát lékařem a touží po bohatství hunterům vlastním, aby měl peníze na studium na lékařské fakultě. Třetím z nich je Gonův vrstevník Killua, který se zřekl povolání nájemného vraha, k němuž byl rodinou odmalička vychováván. Během zkoušky poznává Gon mimo jiné také Hisoku, tajemného a vražedného kouzelníka, který se o Gona až nebezpečně moc zajímá a který několikrát během zkoušky projeví své vražedné úmysly.
Na konci zkoušky získají Gon, Kurapika i Leorio titul huntera, ovšem Killua neprojde závěrečnou částí zkoušky, neboť ze zoufalství zabije jednoho z účastníků zkoušky, když se ukáže, že dalším z účastníků zkoušky je Killuův přestrojený bratr Illumi, kterého vyslala rodina, aby Killuu sledoval a přivedl zpět. Trio hrdinů proto cestuje za Killuou domů, kde na ně čekají nebezpečné nástrahy. Když se však otec Killuy dozví, že si Killua našel přátele, kteří za ním dokonce přišli až domů, rozhodne se Killuu pustit. Hrdinové se poté dohodnou, že se prozatím rozejdou a setkají se znovu 1. září v Novoyorckém městě.

### Nebeská aréna
Tato část příběhu odpovídá:
- v manze svazkům 5–7 (kapitolám 44–63)[11][17]
- v anime z roku 1999 dílům 37–44[12]
- v anime z roku 2011 dílům 27–36[18][19]

Po rozchodu se Gon a Killua vydají do Nebeské arény, kde chtějí jednak zesílit a jednak si vydělat peníze. Potkávají zde mistra bojových umění Winga, který se je rozhodne naučit ovládat nen – jistou formu životní energie, kterou lze využít k boji a jejíž ovládnutí představuje závěrečnou část hunterské zkoušky. V Nebeské aréně také potkávají Hisoku, proti němuž se v závěru Gon postaví. Boj sice končí prohrou Gona, ovšem Gonovi se podaří splatit Hisokovi dluh z dob hunterské zkoušky.

### Novoyorcké město

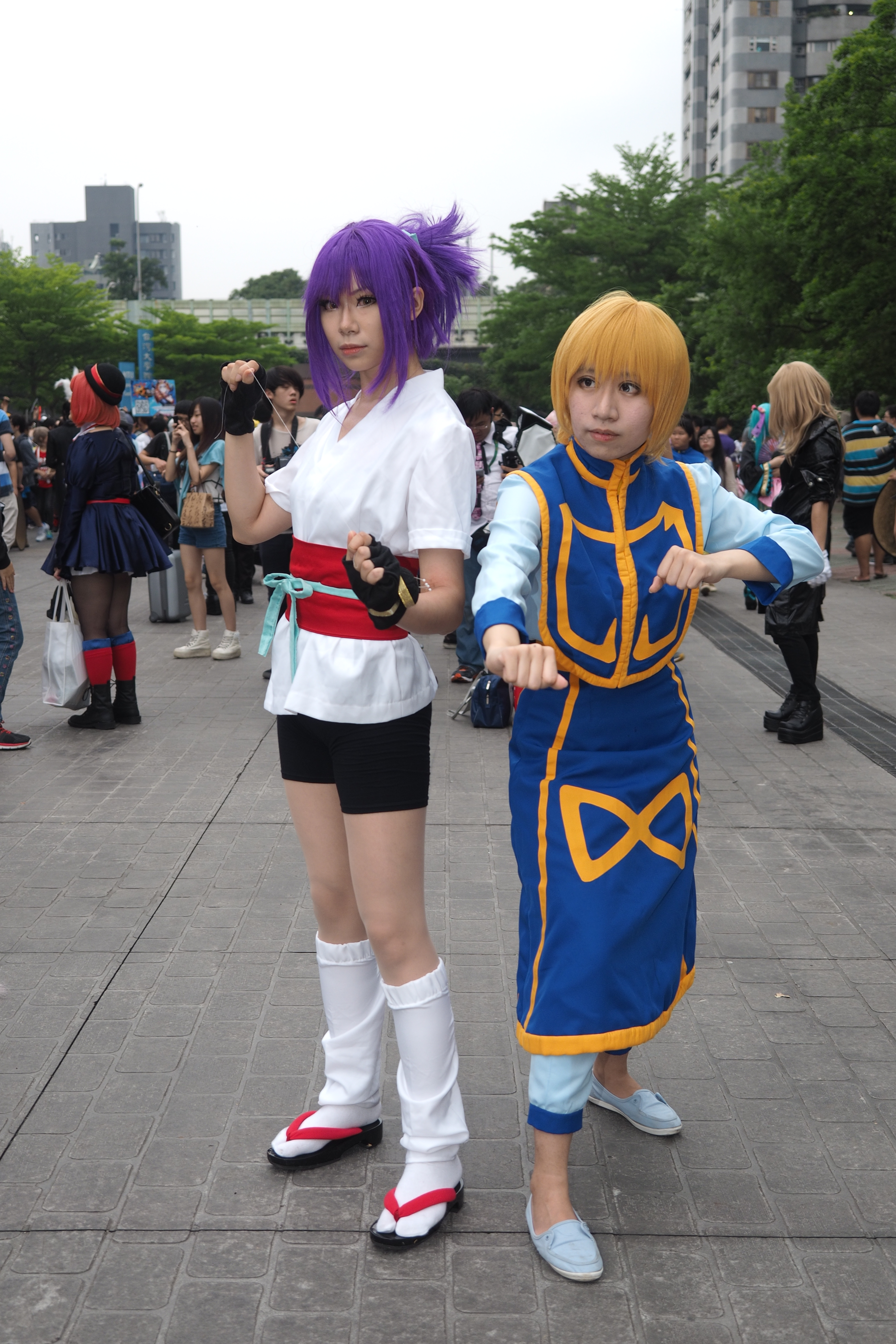
Cosplay Kurapiky (vpravo)

Tato část příběhu odpovídá:
- v manze svazkům 8–13 (kapitolám 64–119)[20][21]
- v anime z roku 1999 dílům 45–70, respektive 45 – konci první OVA[12][22]
- v anime z roku 2011 dílům 37–58[23][24]

Před odjezdem do Novoyorckého města se Gon a Killua vydávají ještě na Velrybí ostrov za tetou Mito, která Gonovi po návratu předá tajemnou krabičku, jež mu věnoval otec. Poté, co Gon použije na krabičku nen a přiloží k ní svou hunterskou licenci, se krabička otevře a Gon v ní najde tři předměty: magnetofonovou kazetu, prsten a paměťovou kartu. Na kazetě je záznam Gingova vzkazu pro Gona, v němž otec snažení svého syna pochválí, ale neposkytne mu žádnou radu, kde jej hledat, a na paměťové kartě jsou uložena data z tajemné hunterské hry Greed Island, která – jak odhalí Killua s pomocí bratra Millukiho – se má dražit v blízké době na aukci v Novoyorckém městě. Oba hrdinové se tedy rozhodnou jet do Novoyorckého města i za jiným účelem než setkání s přáteli.
V Novoyorckém městě se 1. září setkávají hrdinové jen s Leoriem, jemuž poví o chystané dražbě Greed Islandu. Leorio následně vyzkouší několik způsobů, jak by si Gon a Killua mohli vydělat na hru peníze. Mezitím se Kurapika vydává za prací bodyguarda dcery významného mafiánského bosse Nostrada, která umí věštit budoucnost a díky níž její otec tolik zbohatl. Jelikož Neon Nostradová ráda sbírá části lidských těl, vydává se taktéž do Novoyorckého města na dražbu. Na dražbu však onoho večera vtrhnou členové Přízračné skupiny a pozabíjí všechny přítomné, ovšem Neon díky správnému vyložení věštby přežije. Následně se rozpoutává krvavý boj mezi členy mafie a Přízračnou skupinou, čehož využívá Kurapika k tomu, aby zajal Uvogina, jednoho z členů Přízračné skupiny, a posléze jej zabil. Mafie vypíše na hlavy členů Přízračné skupiny vysoké odměny, což motivuje Gona a Killuu, aby se po nich vydali. Během sledování dvou členů se však dostanou do zajetí Skupiny, jejíž členové se z nich snaží získat informace o vrahovi Uvogina. To se jim sice nepodaří, ale během popisu vraha Killuu napadne, že by vrahem mohl být právě Kurapika, a tak když se jim posléze podaří utéct, rozhodnou se s Kurapikou stůj co stůj setkat.

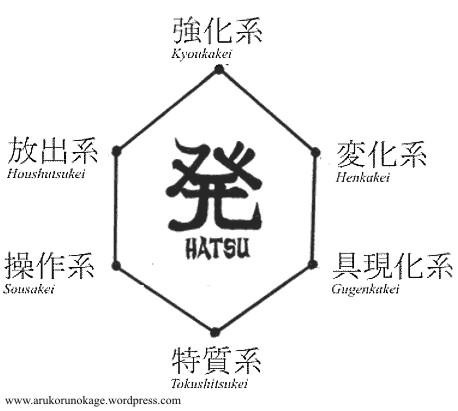
Nenové typy. Odshora po směru hodinových ručiček: zesilovači, měniči, tvořiči, mimořádní, ovladači a uvolňovači

Tou dobou se Neon i přes zákaz otce rozhodne vydat na znovuuvedenou dražbu, kam se jí s pomocí Chrolla Lucilfera, šéfa Přízračné skupiny, podaří dostat. Chrollo zneužije její důvěřivosti a požádá ji, aby mu před jeho zraky vyvěštila osud, a Chrollo jí během věštění tuto schopnost ukradne. Následně Přízračná skupina zaútočí na dražební dům, aby se pomstila za smrt Uvogina, načež mafie vyšle do akce profesionální zabijáky, mezi nimiž jsou i Killuův otec a dědeček. Ti mají za úkol zabít Chrolla, což se jim málem podaří, avšak během souboje zavolá otci Illumi a řekne mu, že Přízračná skupina přeplatila nabídku od mafie. Zoldyckové tedy přestanou s Chrollem bojovat, odejdou, Illumi spolu s mladším bratrem Kallutem pozabíjí špičky mafie a Skupina se v tajnosti zmocní dražby. Chrollo pak využije schopnosti dalšího z členů Přízračné skupiny, aby vytvořil falešné mrtvoly všech členů a kopie všech předmětů, které se měly ten večer dražit. Členové Skupiny následně v přestrojení za dražitele prodají všechny kopie, mezi nimi i kopii šarlatových očí, jež pro Neon koupí za vysokou částku Kurapika.
Gon, Killua a Leorio se poté konečně setkávají s Kurapikou, jemuž nabízejí pomocnou ruku, ale ten ji odmítá do okamžiku, než se dozví, že mrtvoly členů Skupiny byly falešné. Společně pak vymyslí plán, jak postupovat proti Skupině, ale při jeho uskutečňování padnou Gon a Killua opět do zajetí. Kurapika je tak nucen změnit taktiku a podaří se mu zajmout jen Chrolla. Ten tvrdí, že je bezcenným zajatcem, a mezi ostatními členy Skupiny se mezitím rozhoří spor o to, zda mají svého šéfa zachránit, neboť ve vzduchu visí hrozivá věštba, kterou napsal Chrollo za pomoci ukradené Neoniny schopnosti. Kurapika zavolá jedné z členů Skupiny, Pakunodě, a nabídne Skupině výměnu zajatců pod podmínkou, že na místo výměny přijde jen ona s Gonem a Killuou. Pakunoda nakonec Skupinu přesvědčí, aby Kurapiku poslechli, a vydá se na místo výměny. Před samotnou výměnou však ještě Kurapika Chrollovi zapečetí nen a donutí jej odpřísahat, že nebude kontaktovat jakéhokoli člena Skupiny, a Pakunodu donutí odpřísahat to, že o něm samotném neřekne ostatním členům ani slovo. Výměna proběhne v pořádku, Chrollo odejde od Přízračné skupiny a Pakunoda po návratu ke Skupině použije jednu ze svých schopností, pomocí níž předá ostatním členům veškeré své vzpomínky. Tím však poruší slib, jenž dala Kurapikovi, a na místě zemře. Zbývající členové, kteří se od Pakunody dozvěděli mimo jiné i o Chrollově přísaze, pak přestanou pátrat po hlavních hrdinech, neboť kdyby zabili Kurapiku, mohl by vlivem přísahy zemřít i Chrollo.

### Greed Island

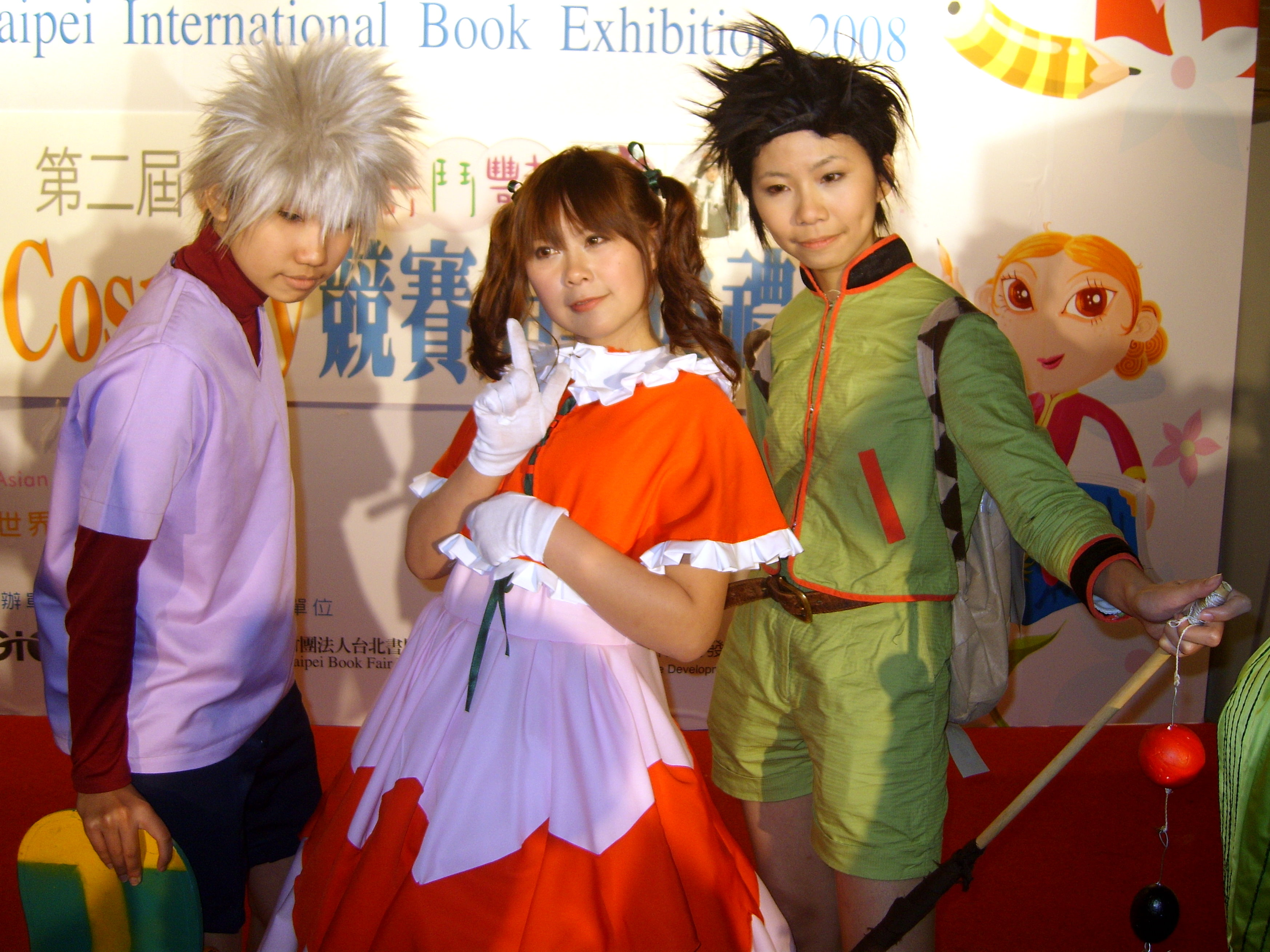
Cosplay Killuy (vlevo), Biscuit (uprostřed) a Gona (vpravo)

Tato část příběhu odpovídá:
- v manze svazkům 13–18 (kapitolám 120–185)[21][25]
- v anime z roku 1999 dílům 71–92, respektive začátku druhé OVA – konci třetí OVA[26][27]
- v anime z roku 2011 dílům 59–75[28][29]

Po smrti Pakunody se Gon a Killua vydávají na dražbu, kde se má mimo jiné dražit i Greed Island, ovšem všechny kusy nakonec získá miliardář Battera. Hrdinové se tedy rozhodnou zúčastnit náboru hráčů Greed Islandu, jenž krátce po dražbě Battera uspořádá. Vstupní zkoušku se jim podaří úspěšně vykonat, a tak se oba vydávají do hry. Ve hře Gona čeká vzkaz od otce, který mu popřeje, ať se mu hra líbí, ovšem opět Gonovi o sobě nic neprozradí. Gon s Killuou se také časem seznámí s Biscuit Kruegerovou, zkušenou hunterkou a bývalou zkoušející u hunterské zkoušky, která se rozhodne hlavní hrdiny vycvičit v ovládání nenu. Nebezpečí pro všechny hráče však přichází ve chvíli, kdy se hráč Genthru rozhodne spolu se svými dvěma kumpány vyhrát hru i za cenu masového vraždění. Gon se rozhodne spojit s několika dalšími hráči, aby zabránil Genthruovi ve vítězství. To se mu i za cenu těžkého zranění a několika ztrát na životech jeho spojenců podaří, a tak se Gon stane prvním vítězem Greed Islandu. Než však spolu s Killuou opustí hru, tak zjistí, že ve hře není poprvé, ale že ji už někdy v minulosti navštívil spolu s hráčem, který má přezdívku Nigg. Napadne jej, že by mohlo jít o přesmyčku jména jeho otce (Ging), a tak se po odchodu ze hry rozhodne použít kouzlo, pomocí něhož se spolu s Killuou přenese za Niggem.

### Mravenčí chiméry
Tato část příběhu odpovídá:
- v manze svazkům 18–30 (kapitolám 186–318)[25][30]
- v anime z roku 2011 dílům 76–136[31][32]

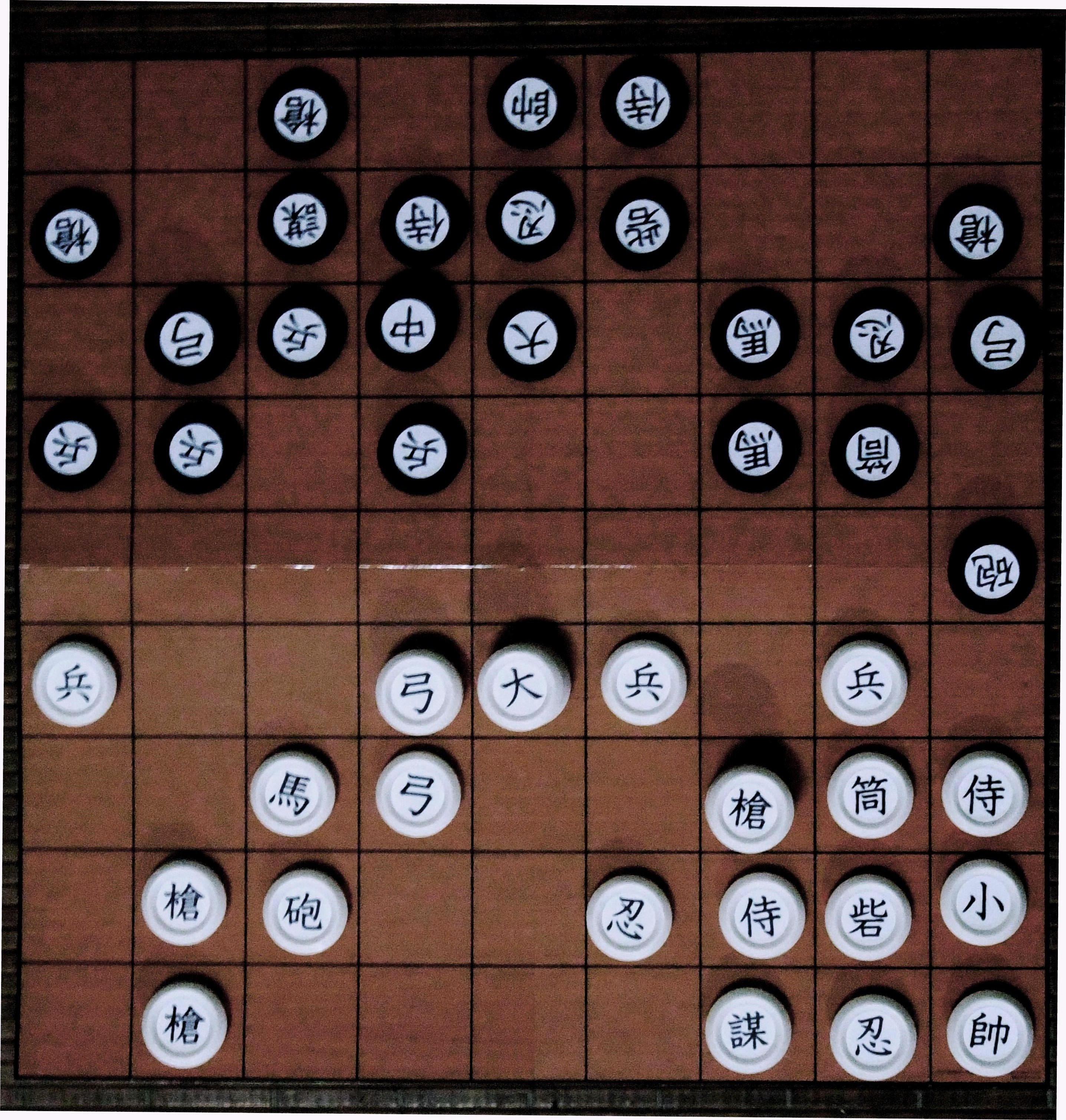
Hra gungi, kterou král Meruem hraje s Komugi

Nakonec se ukáže, že Nigg je ve skutečnosti Gingův žák Kite, s nímž se Gon v minulosti skutečně setkal. Kite vypraví Gonovi a Killuovi o Gingovi a také o jeho průzkumné výpravě za novými živočišnými druhy. Gon s Killuou se rozhodnou k jeho výpravě připojit, ale postupně zjistí, že mají co do činění s velmi nebezpečnými tvory, kterým se říká mravenčí chiméry. Ty se vyvinuly v zaostalé zemi NGL, jejíž obyvatelé neměli dostatečně účinné zbraně na to, aby proti chimérám bojovali, a tak se tato země stala ideálním místem pro rychlou evoluci chimér. Nebezpečnost mravenčích chimér pocítí hrdinové na vlastní kůži tehdy, když jedna chiméra zabije před očima hrdinů samotného Kitea. Tou dobou již na hranice NGL přijíždí skupinka zkušených hunterů, k nimž se hrdinové po ztrátě Kitea připojí, ale také se tou dobou královně chimér narodí syn Meruem, král chimér, po jehož porodu ona sama umírá. Meruem se po narození neodhodlá jakkoli uctít památku matky; místo toho se rozhodne se strážci krále a věrnými následovníky opustit NGL a ovládnout autoritářský stát Východní Gorteau. Protože si však svým laxním přístupem k smrti královny mnohé chiméry znepřátelil, rozhodnou se některé z nich přidat k lidem. 

Zatímco se Gon s Killuou věnují tréninku, rozhodnou se ostatní hunteři v čele s předsedou Neterem vymyslet plán, jak vniknout do paláce ve Východním Gorteau a zabít krále chimér spolu s jeho strážci. Jednotliví hunteři si rozdělí protivníky, přičemž se samotným králem se rozhodne bojovat Netero. Tomu se nakonec podaří zabít nejen samotného krále, ale i nechtěně dva ze tří strážců krále, za což ovšem zaplatí svým životem. Třetího strážce zabije sám Gon z pomsty za smrt Kitea.

## Manga
Jošihiro Togaši prohlásil, že k vytvoření této mangy jej inspirovala vášeň pro sbírání všemožných předmětů. Chtěl původně vytvořit mangu, v níž by se něco sbíralo a která by měla název Hunter. Rozšířit tento pracovní název na Hunter × Hunter jej napadlo až tehdy, když sledoval televizní pořad Gaki no cukai, v němž se hosté pro pobavení publika často opakovali. Togaši si tehdy pro sebe zopakoval pracovní název, čímž dal vzniknout finálnímu názvu – Hunter × Hunter. Togaši také prohlásil, že když se mu krátce po začátku vydávání mangy Hunter × Hunter v Šúkan šónen Jumpu narodil první syn, věděl, že tahle událost bude mít zásadní vliv na jeho práci; zvláště na mangu, jejímž hrdinou je mladý chlapec hledající svého otce.
První kapitola mangy Hunter × Hunter se objevila v časopise Šúkan šónen Jump 3. března 1998. Nakladatelství Šúeiša později začalo mangu vydávat v souhrnných svazcích tankóbon, jichž dosud vydala 33. Od prosince 2011 začala navíc Šúeiša vydávat mangu ve sběratelské edici Hunter × Hunter Treasure, v níž se nakladatelství snažilo co nejvěrněji zachovat původní podobu mangy z Šúkan šónen Jumpu.  Kromě původního formátu stran nakladatelství zachovalo také speciální barevné strany, které se v některých číslech časopisu objevily při příležitosti různých výročí mangy (např. při vydání kulatého čísla kapitoly). Tuto edici tvoří celkem šest velkých svazků, jež pokrývají obsah prvních 18 svazků tankóbon.
V manze Hunter × Hunter používá Togaši ke kreslení stejně jako u předchozí mangy Yu Yu Hakusho plnicí pero, ale u této mangy navíc používá eMac pro vybarvení kreseb. Togaši nevyužívá téměř žádné pomoci asistentů; výjimku tvoří jeho manželka Naoko Takeuči, jež mu pomáhala například v přidávání textur do některých černobílých stran prvního svazku.
Togaši se několikrát omluvil čtenářům v časopisu Šúkan šónen Jump za špatnou kvalitu kresby a slíbil, že některé části kapitol překreslí, než je nakladatelství Šúeiša vydá v tankóbonu. V posledních letech si také Togaši několikrát dal přestávku ve vydávání kapitol. Poslední – a doposud nejdelší – taková přestávka byla ohlášena po uveřejnění 340. kapitoly v březnu 2012 a trvala až do 2. června 2014.
Manga si dlouhodobě drží osmou příčku v žebříčku nejlépe prodávaných mang nakladatelství Šúeiša; v únoru 2012 to bylo celkově přes 60 milionů prodaných kusů v Japonsku, opakovaně se také některé svazky umístily v žebříčcích nejlépe prodávaných mang roku a nejrychleji prodávaných mang po svém vydání.

## Anime

### Původní seriál

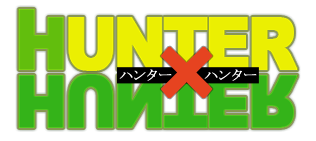
Logo původního seriálu

Ještě před začátkem vysílání seriálu byl na Jump Super Anime Tour v roce 1998 odvysílán pilotní díl Hunter × Hunter, mimo jiné společně s pilotem One Piece. Zajímavostí je, že tento pilot nebyl vyroben studiem Nippon Animation, nýbrž Studiem Pierrot, a to v režii Norijuki Abeho. Z toho důvodu mají postavy v pilotním díle jiné dabéry než později v seriálu.
Původní anime seriál o délce 62 dílů vyrobilo studio Nippon Animation pod režijní taktovkou Kazuhira Furuhašiho, jenž v minulosti režíroval například populární anime Ruróni Kenšin: Meidži kenkaku romantan. Seriál původně vysílala Fuji TV od 16. října 1999 do 31. března 2001 ve stejný vysílací čas jako předchozí adaptaci Togašiho mangy, Yu Yu Hakusho. Navíc se Hunter × Hunter vysílal na satelitním televizním kanálu Animax. Ačkoli se seriál věrně drží komiksové předlohy, tvůrci v anime adaptaci kvůli mladším divákům zmírnili výskyt násilí. Společnost Marvelous Entertainment vydala všechny díly v Japonsku na DVD po třinácti dílech v letech 2000 a 2001.
Hudbu k seriálu složil Tošihiko Sahaši. K seriálu vyšly na CD celkem tři soundtracky. První má název Hunter × Hunter Original Sound Trax Vol. 1, obsahuje 41 skladeb a byl vydán 22. prosince 1999. Druhý soundtrack, Hunter × Hunter Original Sound Trax Vol. 2, obsahuje 42 skladeb a byl vydán 15. března 2000. Třetí soundtrack, Hunter × Hunter Original Sound Trax Vol. 3, obsahuje 49 skladeb a byl vydán 16. března 2001.

### OVA
Začátkem roku 2001 byl v seriálu zadaptován téměř celý příběh mangy, proto se studio Nippon Animation rozhodlo, že výrobu seriálu raději ukončí. Jelikož však seriál skončil velmi otevřeně – což vyvolalo mezi fanoušky seriálu negativní ohlasy –, začalo studio postupně vydávat několik sérií OVA, které bezprostředně navazují na konec seriálu.
První, stejnojmennou sérii OVA o osmi dílech režíroval Satoši Saga a byla vydávána postupně po dvou dílech od 17. ledna do 17. dubna 2002. Tato OVA uzavírá část příběhu v Novoyorckém městě, jež v původním seriálu nebyla dovyprávěna. Druhou, rovněž osmidílnou sérii OVA s podtitulem Greed Island režíroval Jukihiro Macušita a byla opět vydávána po dvou dílech, tentokrát od 19. února do 21. května 2003. Třetí, závěrečnou sérii OVA s podtitulem G.I. Final režíroval Makoto Sató. Tato série má čtrnáct dílů, které byly po dvou vydávány od 3. března do 18. srpna 2004. Všechny OVA byly následně odvysílány na japonském Animaxu.
Hudbu složil stejně jako k původnímu seriálu Tošihiko Sahaši. Soundtrack k první sérii OVA nese název The Original Video Animation Hunter × Hunter Sound Trax, obsahuje 18 skladeb a byl vydán 22. května 2002. Soundtrack k druhé sérii se jmenuje Original Video Animation Hunter × Hunter: Greed Island Original Sound Tracks, obsahuje 30 skladeb a byl vydán 21. března 2003. O rok později pak vyšla kompilace Hunter × Hunter Best Sound Collection tvořená čtyřmi CD, které obsahují skladby jak z původního seriálu, tak ze všech OVA. Vyšla konkrétně 4. ledna 2005.

### Remake
Přípravu nové adaptace mangy Hunter × Hunter oznámilo studio Madhouse v červenci 2011. Místo toho, aby tvůrci navázali příběhem tam, kde poslední série OVA skončila, se rozhodli vytvořit remake a odvyprávět celý příběh od samotného začátku, a to věrněji než původní seriál.
Režisérem nového seriálu je Hiroši Kódžima, hudbu složil Jošihisa Hirano a návrhy postav udělal Takahiro Jošimacu. V průběhu seriálu se vystřídali dva hlavní scenáristé: Acuši Maekawa, jenž napsal scénáře k dílům 1–58, a Cutomu Kamiširo, jenž píše scénáře od 39. dílu. V této verzi mají postavy oproti původnímu seriálu úplně nové dabéry. Seriál se začal vysílat na Nippon Television od 2. října 2011, na DVD a Blu-ray discích se začal vydávat od 25. ledna 2012. Původně se vysílal každou neděli ráno, ale kvůli postupně se zvyšujícímu počtu krvavých scén se 8. října 2013 přesunul vysílací čas na úterý v noci.
K seriálu byly dosud na CD vydány celkem tři soundtracky. První, Hunter × Hunter Original Soundtrack, byl vydán 25. ledna 2012. Druhý, Hunter × Hunter Original Soundtrack 2, byl vydán 23. května 2012. A třetí, Hunter × Hunter Original Soundtrack 3, byl vydán 24. července 2013. Všechny soundtracky obsahují kromě instrumentální hudby složené Jošihisou Hiranem také zkrácené verze písní použitých v úvodní a závěrečné znělce.
Na prvním ročníku pražského festivalu japonské kultury a popkultury NatsuCon 2013 bylo promítáno několik dílů seriálu s českými titulky.

### Filmy

#### Phantom Rouge
Příprava prvního anime filmu, jehož celý název v originále zní Gekidžóban HUNTER×HUNTER Hiiro no genei -Phantom Rouge- (劇場版 HUNTER×HUNTER 緋色の幻影-ファントム・ルージュ-), byla oficiálně oznámena v březnu 2012 a do japonských kin byl film uveden 12. ledna 2013. Film do japonských kin distribuovala společnost Tóhó. Film pojednává o tom, jak se Gon a jeho přátelé snaží získat zpět Kurapikovy oči, které mu ukradl jeden z bývalých členů Přízračné skupiny. Příběh je založen na nezveřejněné povídce, kterou Jošihiro Togaši napsal zhruba před deseti lety. Při příležitosti uvedení filmu do kin vytvořil Jošihiro Togaši předmluvu k filmu v podobě mangy Kurapika cuioku-hen (クラピカ追憶編, v překladu Kurapikovy vzpomínky) o dvou kapitolách pro první milion diváků, která byla také vydána v Šúkan šónen Jumpu. K filmu rovněž nakladatelství Šúeiša vydalo 15. ledna 2013 stejnojmennou adaptaci v podobě light novel.

#### The Last Mission
Druhý film, jehož celý název v originále zní Gekidžóban HUNTER×HUNTER -The LAST MISSION- (劇場版 HUNTER×HUNTER -The LAST MISSION-), měl japonskou premiéru 27. prosince 2013. Film pojednává o temné minulosti předsedy Netera a jeho dávném příteli, jenž se mu přišel pomstít. Za prvních deset dní po uvedení v kinech film vydělal 571 milionů jenů.
V květnu 2014 se film promítal na brněnském Animefestu s českými titulky pod názvem Hunter x Hunter: Poslední mise.